# 베트남의 자살
베트남의 자살(영어: Suicide in Vietnam)는 베트남에서 일어나는 자살을 서술한다.

## 설명
베트남의 자살은 통계적으로는 정확하게 조사되지 않은 상황이지만, 간혹 대한민국에 이주한 여성이 자살한 사건이 있었다.
위에 있는 설명은 사회 부적응 등이나, 가정 불화로 인하여 생기는 일이며, 2008년에 한 베트남 여성이 투신하여 추모를 열기도 하였다.

## 같이 보기
- 자살률에 따른 나라 목록
- 자살